# Grazer Ring Straße
Die Grazer Ring Straße (B 67a) ist eine Landesstraße in Österreich. Sie bildet drei Viertel des Grazer Ringes, nämlich die nördlichen, den östlichen und den südlichen. Im Westen der Innenstadt wird der Ring durch die Grazer Straße (B 67) geschlossen. Die Grazer Ring Straße beginnt im Grazer Stadtteil Andritz in der Nähe der Anschlussstelle Graz-Nord der Pyhrn Autobahn (A 9) und endet an der Anschlussstelle Graz-Webling derselben Autobahn. Sie befindet sich durchgehend im Stadtgebiet und gehört seit dem 1. Jänner 1973 zum Netz der Bundesstraßen in Österreich.